# Liste der indischen Botschafter in Chile
Dies ist eine Liste der indischen Botschafter in Chile. Die Botschaft ist in Alcántara 971, Las Condes; vorher war sie in 871 Triana.
Bis zum Putsch in Chile 1973 war der Botschafter in Santiago de Chile auch in Lima und Bogotá akkreditiert.

## Botschafter
| Ernannt / Akkreditiert | Leiter der Auslandsvertretung     | Bemerkungen | ernannt von             | akkreditiert bei           | Posten verlassen |
| ---------------------- | --------------------------------- | --- | ----------------------- | -------------------------- | ---------------- |
| 22. Apr. 1949          | Jamshed Burjorji Vesugar          | Amtssitz Buenos Aires | Jawaharlal Nehru        | Gabriel González Videla    |                  |
| 1952                   | Ali Yavar Jung                    | Amtssitz Buenos Aires | Jawaharlal Nehru        | Carlos Ibáñez del Campo    |                  |
| 1956                   | N. Raghavan                       | Amtssitz Buenos Aires | Jawaharlal Nehru        | Carlos Ibáñez del Campo    |                  |
| 2. Mai 1958            | Rangiah Subra Mani                | 1964–1966: Botschafter in Belgrad sowie in Athen akkreditiert | Jawaharlal Nehru        | Jorge Alessandri Rodríguez | 10. Aug. 1960    |
| 21. Okt. 1960          | Madansinhji                       | Maharao Sinhji de Kutch | Jawaharlal Nehru        | Jorge Alessandri Rodríguez | 15. Feb. 1961    |
| 30. Jan. 1962          | Perala Ratnam                     | 1968: Botschafter in Mexiko auch in Havana akkreditiert. | Jawaharlal Nehru        | Jorge Alessandri Rodríguez | 1. Dez. 1964     |
| 28. Mai 1965           | Bhagwan Khemchand Massand         | 1961:Geschäftsträger in Budapest, 1962 High Commissioner in Canberra, 1964:Geschäftsträger in Ankara, 1965: High Commissioner in Lusaka, 1970: Botschafter in Mexiko auch in Havanna und Panama-Stadt akkreditiert                        | Lal Bahadur Shastri     | Eduardo Frei Montalva      | 8. Dez. 1967     |
| 8. Aug. 1968           | Kanhaiya Lai Mehta                | (* 20. April 1895 Bhuwara B.O in Jaunpur (Distrikt)) Bachelor agrar, Bachelor of Laws. Ab Februar 1963 Botschafter in Ankara, 1971: Botschafter in Kabul.                                                                                 | Indira Gandhi           | Eduardo Frei Montalva      | 11. Dez. 1970    |
| 14. Jan. 1971          | Gunwant Singh Jaswant Singh Malik | (* 29. Mai 1921) Sohn von Balwant Kaurund Jaswant Singh, verheiratet mit Gurkirat Kaur – 1971 Botschafter in Dakar (Senegal). | Indira Gandhi           | Salvador Allende Gossens   | 2. Okt. 1974     |
| 12. Juli 1976          | Hardev Bhalla                     | | Indira Gandhi           | Augusto Pinochet Ugarte    | 18. Dez. 1978    |
| 24. März 1979          | Barun Kumar Basu                  | | Chaudhary Charan Singh  | Augusto Pinochet Ugarte    | 31. Dez. 1980    |
| 11. Juni 1981          | Mukur Kanti Krishna               | bis 1981: Botschafter in Kinshasa Zaire | Indira Gandhi           | Augusto Pinochet Ugarte    | 28. Dez. 1984    |
| 9. Apr. 1985           | Sarv Kumar Kathpalia              | | Rajiv Gandhi            | Augusto Pinochet Ugarte    | 11. Mai 1989     |
| 12. Mai 1989           | Jawahar Lal                       | | Vishwanath Pratap Singh | Augusto Pinochet Ugarte    | 4. Dez. 1992     |
| 25. Jan. 1993          | Girish Dhume                      | | P. V. Narasimha Rao     | Patricio Aylwin Azócar     | 19. Juni 1995    |
| 11. Aug. 1996          | Ram Mohan                         | | H. D. Deve Gowda        | Eduardo Frei Ruiz-Tagle    | 23. Dez. 2000    |
| 18. Mai 2001           | Kadakath Pathrose Ernest          | (* 10. April 1949 in Kerala) Sohn von Matilda und K. Pathrose mit Catherine verheiratet zwei Söhne, Master, 2000: Botschafter in Addis Abeba, Additional Secretary in the Ministry of External Affairs, 2008:High Commissioner Wellington | Atal Bihari Vajpayee    | Ricardo Lagos Escobar      | 31. Juli 2004    |
| 10. Aug. 2004          | Susmita Gongulee Thomas           | Botschafterin | Manmohan Singh          | Ricardo Lagos Escobar      | 11. Juli 2008    |
| 25. Jan. 2009          | Pradip Kumar Kapur                | | Manmohan Singh          | Michelle Bachelet          |                  |
| 4. März 2014           | Debraj Pradhan                    | |                         |                            |                  |
| 13. Dez. 2016          | Anita Nayar                       | |                         |                            |                  |
| 30. Apr. 2021          | Subrata Bhattacharjee             | |                         |                            |                  |